# Бендетсен, Карл
Карл Робин Бендетсен (англ. Karl Robin Bendetsen, настоящая фамилия Бендетсон; 11 октября 1907, Абердин, штат Вашингтон — 28 июня 1989) — американский военный деятель, известный, прежде всего, как «архитектор» интернирования американских граждан японского происхождения во время Второй мировой войны (свою роль в котором он пытался преуменьшить в последующие годы).

## Военная карьера

### До Второй мировой войны
Бендетсон (как он тогда ещё был известен) завербовался в Вашингтонскую Национальную Гвардию в возрасте 14 лет. Хотя ему ещё было далеко до призывного возраста, Национальная Гвардия смотрела сквозь пальцы на то, что многие молодые люди, которые хотели вступить в Национальную Гвардию, ещё не закончили или только должны были начать (как, например, Карл) старшую школу.
Повзрослев, Карл поступил на курсы подготовки офицеров армейского запаса и, в конце концов, получил звание в пехотном резерве армии.

### 1941
Бендетсон, уже майором, служит в администрации главного военного прокурора генерал-майора Аллена В. Гийона.
В начале сентября 1941 года Бендетсон был послан на Гавайи для обсуждения необходимости интернирования иммигрантов из стран вероятного противника в случае войны. В своих заметках он записал, что на островах проживает 134 000 американских граждан японского происхождения и что он обеспокоен тем что «хорошие американцы» могут оправдывать их (ссылаясь на недостаточность улик) из материальных соображений. Необходимо отметить, что в то время фраза «хорошие американцы» являлась не признаком патриотизма, а, просто-напросто, обозначала белых американцев европеоидной расы.
В ноябре Бендетсон был послан, чтобы захватить власть на авиационном заводе, в Нью-Джерси. Это было частью плана президента Франклина Рузвельта по значительному увеличению производства материалов военного назначения необходимых Великобритании в борьбе против нацистской Германии. Майору Бендетсону было дано это задание после того как поступили приказы о захвате и подавлении забастовки на заводе Норт Америкэн Эвиэйшн, но армия уже подчинила завод в октябре, ещё до его приезда. Годы спустя, однако, Бендетсен будет описывать дикую сцену, в которой он стоит на перевернутой машине лицом к лицу с «массой» забастовщиков, которые заблокировали ему путь на завод.
Забастовка улеглась, и Бендетсон вернулся к своему письменному столу в начале декабря.

## «Архитектор»интернирования американских граждан японского происхождения

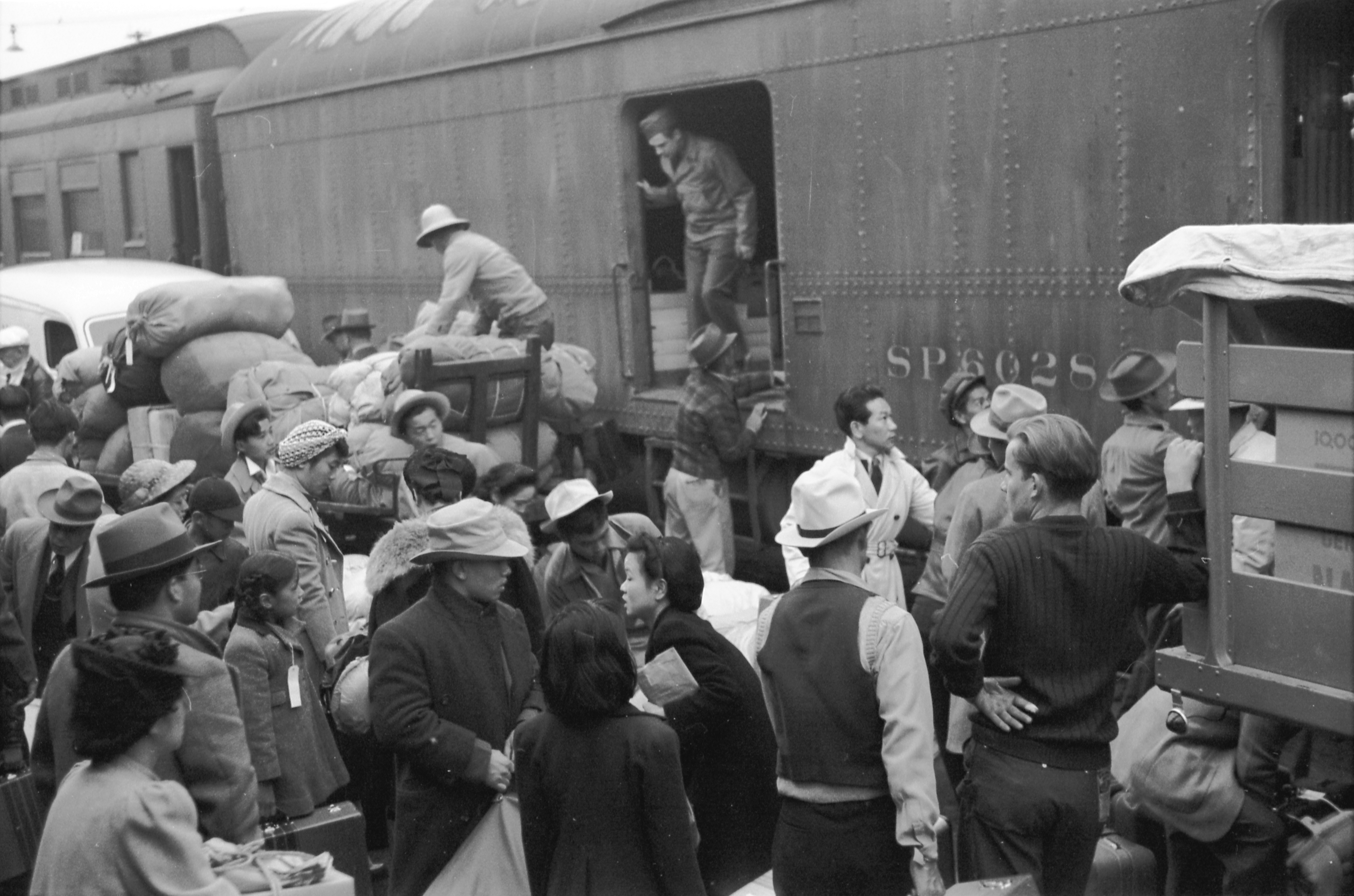
Лос Анджелес, Калифорния. Отправляемые в Манзанар американцы японского происхождения столпились вокруг багажной тележки на старом вокзале Санта Фе. (Апрель 1942)

Через несколько часов после японского нападения на Пёрл-Харбор, 7 декабря 1941 года, многие лидеры японских общин Америки в штатах Вашингтон, Орегон и Калифорния были арестованы. Хотя правительство опасалось, что эти лидеры занимались антиамериканской деятельностью в пользу Японской Империи, со временем, все они были оправданы.
Однако, президент Рузвельт в начале 1942 года подписал Чрезвычайный указ № 9066, который дал право военному командованию определять «зоны выселения», «из которых любой или все могут быть выдворены» ради военной необходимости.
В результате, Бендетсен (он уже изменил свою фамилию к этому времени) разработал план, согласно которому все лица японского происхождения, как рождённые за пределами США иммигранты, так и американские граждане, должны были быть выселены из трех штатов на Западном побережье и из южной Аризоны. Затем он вынудил генерал-лейтенанта Джона Л. ДеУитта принять именно его план, а не менее жесткий план, к которому первоначально склонялся ДеУитт.
В начале, только западная часть прибрежных штатов была обозначена как «Зона Выселения 1», и многие американцы японского происхождения переехали в восточную часть своих родных штатов, в то время как несколько тысяч переселились и в другие штаты. Бендетсен позже назвал это «добровольным перемещением», хотя переезд происходил по прямому приказу правительства. Затем, правительство объявило прибрежные штаты «Зоной Выселения 2» и запретило японо-американцам покидать свои «зоны выселения». Только те, кто сразу переехал в другие штаты, избежали облав и заключения в импровизированных «лагерях для интернированных» (обычно это были конюшни на ипподромах и ярмарках), а затем в «лагеря выселения».

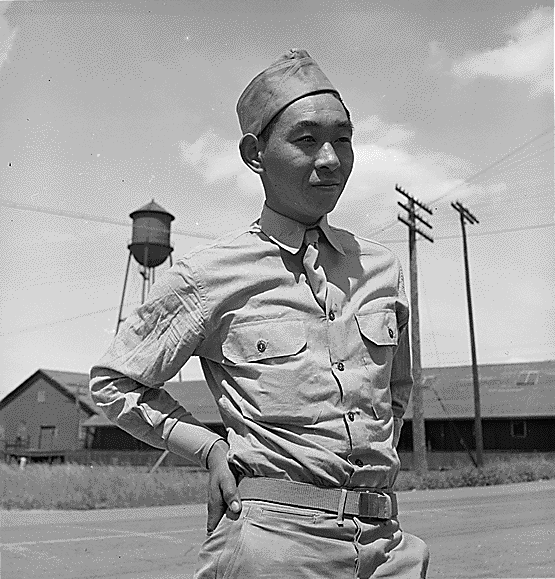
Американский солдат японского происхождения на вокзале Флорина в Калифорнии. Он, вместе с девятью другими военнослужащими, получил увольнительную для того, чтобы вернуться в США и помочь семье в интернировании. (Апрель 1942)

Хотя Бендетсен и другие сторонники интернирования ссылались (и продолжают это делать) на военную необходимость, доклады ФБР и управления военно-морской разведки утверждали что не только подавляющее большинство японо-американцев, но и их родители (которым было отказано в американском гражданстве) были лояльны США и не связывали себя с Японией.
Бендетсен приказал, чтобы любой, вне зависимости от возраста, у кого была «хоть капля японской крови» был интернирован. Это означало вывоз младенцев из детских домов и пациентов из больниц, некоторое число которых умерло без медицинской помощи. Позже он заявлял, что эти приказы не трактовались так широко, хотя даже офицеров военной разведки японского происхождения заставляли покинуть Калифорнию.
На протяжении всей войны Бендетсен и ДеУитт препятствовали армейским приказам о том, что американские солдаты японского происхождения должны быть допущены на территорию прибрежных штатов во время отпуска или для выполнения задания. Причина этого сопротивления была, прежде всего, политической: страх быть осмеянными за то, что эти солдаты оказались американскими патриотами, в то время как государство потратило миллионы долларов на то, чтобы заключить их семьи за колючую проволоку.

## Оппонент выплаты компенсаций
Бендетсен, вместе с остальными лицами, причастными к делу изгнания и интернирования, выступал против слушаний в Конгрессе, которые установили, что не было необходимости в подобных действиях по отношению к общинам американских граждан японского происхождения. Он категорически возражал против призывов о выплате компенсаций лицам пережившим «лагеря для интернированных».

## Ложь и приукрашивание фактов
После войны число заявления Бендетсена о его важности для Армии и его большой роли в прошедшей войне растет, в то время как признание им своей роли в интернировании уменьшается.
За годы он сделал множество противоречивых заявлений, каждое из них, очевидно, должно было впечатлить его слушателей, а некоторые, должны были скрыть его еврейское происхождение.

### Пёрл-Харбор
Одно из самых значительных подобных заявлений было сделано во время интервью для библиотеки Гарри Трумэна в 1972 году. Разговаривая с историком Джерри Гессом, Бендетсен заявил, что конец 1941 года он, «в должности специального представителя Военного министерства», провел в совещаниях с генерал-майором Дугласом Макартуром на Филиппинах. Он также утверждал, что прекратил встречаться с генерал-лейтенантом Уолтером К. Шортом (командующий гавайской обороной) и контр-адмиралом Хасбандом Э. Киммелом (командующий тихоокеанским флотом) только перед отбытием с островов за несколько дней до атаки на Пёрл-Харбор.
Бендетсен описывает в мельчайших деталях что самолёт Юнайтед Эир Лайнс, доставивший его с Гавайский островов, приземлился в Вашингтоне в 9 утра 7 декабря, что он должен был доставить «личное и очень важное» послание от генерала Шорта начальнику штаба Джорджу К. Маршалу. Он также утверждает, будто ему было сказано, что Маршала нет, он катается на лошади, «иди-ка ты домой, поцелуй жену… и будь здесь к 10 часам».
Затем, продолжает Бендетсен, как только он вернулся домой, срочным звонком он был вызван обратно в офис и ему сообщили об атаке на Пёрл-Харбор «через 20 минут после её начала».
Однако, его личное дело (и его ранние утверждения) не сообщают нам о подобных путешествиях на Тихий океан. Он бы не мог быть гостем в домах генералов Макартура и Шорта и одновременно стоять на своей перевернутой машине глядя на окружившую его толпу забастовщиков в Нью-Джерси.
Больше того, атака на Пёрл-Харбор началась за несколько минут 8:00 по Гавайскому времени, что соответствует 13:00 в округе Колумбия. Таким образом, Бендетсен вспоминает очень подробно, слово в слово, о том как ему сообщили об атаке тогда, когда первые волны японских самолетов ещё были привязаны к палубам своих авианосцев!
Ошибки в оценке времени становятся ещё более очевидными если принять во внимание, что человек, приземлившийся в Вашингтонском аэропорту в 9:00 не мог забрать багаж, необходимый для путешествия по Тихому океану, и приехать в офис начальника Штаба с таким запасом времени чтобы ему могли сказать вернуться домой в Бетесду, штат Мэриленд и вернуться к 10 часам утра.
Бендетсен утверждает, что его отправил домой Бедель Смит, который дежурил в качестве помощника начальника Штаба. Однако, Смит был назначен помощником в сентябре 1941 года и не мог дежурить ни на какой офисной должности, тем более утром в воскресенье.
Дальнейшие утверждения Бендетсена касаются его информированности о содержании «срочных и личных» посланий как от генерала Шорта, так и от адмирала Киммела, предназначенных для генерала Маршала. Есть несколько причин, почему это практически невозможно. Во-первых, если бы они были срочными, они скорее были бы зашифрованы и отправлены телеграфом, чем подвержены риску утраты во время 19-часового перелёта с Гавайев в Калифорнию и суточной поездки через все Соединенные Штаты. Во-вторых, Главнокомандующий Тихоокеанским Флотом не имел никаких причин отсылать сообщения начальнику Штаба через 10 000 километров. И, в последнюю очередь, если бы и были такие сообщения, и если бы их доверили майору (звание Бендетсена на тот момент), который лишь находился там проездом (а не был назначен на должность спецкурьера), он просто не мог прочесть их, так как конверты были бы запечатаны и помечены «СОВЕРШЕННО СЕКРЕТНО».
Необходимо отметить, что это интервью проходило в октябре 1972 года, когда Оскароносный фильм «Тора! Тора! Тора!» уже заканчивал второй сезон в кинотеатрах. Этот фильм сильно поспособствовал информированности о последовательности событий и вызвал много дискуссий по поводу роли Шорта и Киммела (им, очевидно, придаётся роль «козлов отпущения»), а также различных деталей, которые можно обнаружить в подробных рассказах Бендетсена о событиях того утра в Вашингтоне.
Ксожалению, Бендетсен смешал временные промежутки: он утверждал, что приехал в офис Маршала в то время, когда (согласно фильму) полковник Руфус С. Брэттон отчаянно пытался найти Маршала чтобы сообщить ему о готовящейся атаке.

### История семьи
Деды Бендетсона эмигрировали из Литвы и Польши в 1860-х годах. Его отец родился в Нью-Йорке и был совладельцем магазина одежды. Однако:
- в начале 1942 года он поменял написание своей фамилии с «Бендетсон» на «Бендетсен».
- в 1970 Бендетсен утверждал (для статьи в Американской национальной биографической энциклопедии), что он был «внуком Бенедикта и Доры Робинс Бендетсенов и правнуком Бенедикта Бенедиктссена, который прибыл в эту страну из Дании примерно в 1815 году…» На самом же деле, родителями отца Бендетсена были Самуэль А. и Екатерина Раббин Бендетсон, которые родились в Германии (1830) и в Польше (1838) соответственно.
- в 1983 году, выступая на слушаниях против выплаты компенсаций жертвам интернирования японо-американцев, он сделал отступление описывая как первый его датский предок «приехал сюда в 1670 и решил, что хочет быть не моряком, а фермером… с тех пор моя семья занимается продажей древесины». Он также описывал как продавал древесину на японские корабли. На самом деле, семья Бендетсена впервые вошла в «бизнес по продаже древесины» только когда он, выйдя в отставку, стал главным консультантом в компании «Чемпион бумага и волокно» в 1952 году. Став президентом компании (по этой причине была составлена его биография в 1970), Карл был охарактеризован как «беспощадный» своими самыми преданными друзьями, которые также критиковали его за предательство своего еврейского наследия.
- ирония судьбы состоит в том, что Ива Тогури, осуждённая в качестве мифической «Токийской Розы» могла бы похвастаться более тесной связью с Данией, чем Бендетсен, так как во время ВМВ работала в Датском посольстве в Токио.